# Cría y uso de invertebrados
A veces invertebrados se crían o recolectan para uso alimentario humano o de animales, para obtener materias primas, como la seda o para hacer un trabajo útil como la polinización o el control biológico.
Aunque la cría de animales más conocida sea la ganadería que incluye gallinas, cerdos, rumiantes y demás también existe la cría de invertebrados denominadas bajo diferentes disciplinas:
- Helicicultura, cría de caracoles terrestres.
- Lombricultura, cría de lombrices de tierra.
- Acuicultura, que incluye a moluscos y crustáceos entre otros además de los peces.
- Sericicultura, cría del gusano de seda.
- Apicultura, cría de abejas.

Y otras especies.
Algunas crías se hacen desde siglos, como la sericultura en China. Otras nuevas han aparecido como la lombricultura o ha cambiado desde solo la recolección a la cría, como en el caso del caracol.

## Alimentación
Aunque algunos animales invertebrados son tradicionalmente para alimentación humana como los mariscos y los caracoles, otros crean más repulsión y aunque sean aptos para humanos no se suelen consumir en países occidentales. En muchos países es habitual la entomofagia pero en general los pueblos de tradición europea han desarrollado una gran aversión a comer insectos.
La capacidad de crecimiento, la conversión de alimento en "carne" o el uso de alimentos poco rentables o incluso desechos en algunos casos hacen este tipo de cultivo más interesante que la ganadería tradicional. Sin embargo, también se pueden combinar y proporciona alimento al ganado y por otro lado tratar su estiércol.

## Tratamiento de desechos
Algunos "bichos" se alimentan de desechos y sirven para tratar desechos orgánicos. Después de tratado el desecho tiene menos microbios potencialmente patógenos y carece de los nutrientes que ha utilizado el animal para su crecimiento, evitando problemas de eutrofización. Además lo hace más apropiado para utilizarlo como fertilizante.
Parte de los invertebrados se pueden recolectar para alimentación.
Algunas especies que se suelen utilizar:
- Lombrices Deben ser especies adaptadas a zonas con materia en descomposición como la Eisenia foetida o Dendrobaena sp
- Larvas de Mosca soldado negra o Hermetia illucens

## Apicultura
La apicultura es la cría de abejas para obtener miel, polen y jalea real. En algunos lugares se consumen también sus larvas.
La miel se obtiene directamente de los paneles. Las abejas utilizan unos para criar y otros para almacenar la miel. 
El polen se obtiene mediante unos cepillos en la entrada de la colmena. Cuando la abeja pasa el cepillo le limpia el polen que lleva pegado.

## Polinización
Otra función sumamente importante es la polinización ya que numerosos cultivos dependen de ella. En casos muy especiales la polinización es indeseable tal como con variedades de frutales que no la necesitan, puede provocar que les salgan pepitas.
Sin embargo, en otros se busca cuando no es posible de forma natural. En invernaderos, se utilizan abejorros criados en cautividad para polinizar las plantas del interior. Viven en colonias de unos pocos ejemplares y son más activos que las abejas en las primeras horas de la mañana o los días fríos. Para estos usos no es importante que no produzcan miel.
Muchas otras especies de abejas (como la abeja de la alfalfa y la de los arándanos) y de otros insectos son importantes polinizadores. Se estima que el treinta por ciento de nuestro alimento proviene de productos de la polinización animal. Algunas especies, si bien no domesticadas son manejadas para estos fines.

## Alimento vivo
Algunos animales en cautividad no comen alimento muerto o procesado, en otros casos si pero el alimento vivo es un complemento muy nutritivo y apetecido. El alimento vivo se suele utilizar para reptiles, anfibios y peces.
Algunas especies que se utilizan son:
- Grillos
- Tenebrios
- Cucarachas
- Larvas de moscas o mosquitos
- Artemias, Pulgas de agua y otros invertebrados acuáticos.

## Control biológico
Algunos invertebrados pueden ser útiles para controlar plagas en cultivos y otros ámbitos.
Algunas especies utilizada son:
- Mariquitas. Adultos y sobre todo larvas son ávidos comedores de pulgones.
- Muchas especies de avispas ponen huevos en el interior de otros insecto y los parasitan
- Mantis
- Algunas moscas sírfidas son depredadores cuando son larvas y de adultos polinizan las plantas.
- Las moscas taquínidas son parasitoides,  algunas son usadas como controles biológicos.
- Los crisópidos también sirven como controles biológicos.
- Ciertos escarabajos, especialmente gorgojos sirven para el control de plantas introducidas invasoras.